# Rebekah Driscoll
Rebekah Driscoll (* 1980 in Lebanon, New Hampshire) ist eine US-amerikanische Komponistin.

## Leben
Driscoll erlernte in ihrer Kindheit und Jugend autodidaktisch mehrere Musikinstrumente und begann ohne formale Ausbildung zu komponieren. Sie studierte dann Flöte, Gesang und Komposition am Sarah Lawrence College und Komposition am Konservatorium des Brooklyn College in New York. Ihre Kompositionslehrer waren u. a. Chester Biscardi, Jason Eckardt und Tania León.
Neben kammermusikalischen Werken komponierte Driscoll Chor- und Orchestermusik. Ihre Kompositionen wurden u. a. von den Aviva Players, den Cantori New York, dem Cygnus Ensemble, dem Erie Saxophone Quartet, dem New York Young Musicians Forum und dem Ensemble VocalEssence aufgeführt. Driscoll ist Mitglied des American Music Center und der American Society of Composers, Authors and Publishers.

## Werke
- Trio No. 1 für Violine, Klarinette und Cello, 2000
- To one who has been long in city pent für gemischten Chor a cappella, 2004
- The Mask of Night für Sopran, Tenor, Bariton und Kammerensemble, 2004
- Ode to a Nightingale für gemischten Chor und Cello, 2004
- Divertimento für Flöte, Altflöte, Violine und Fagott, 2005
- Gemsbird für Flötenquartett, 2005
- Keen, Fitful Gusts für gemischten Chor a cappella, 2005
- We Had Best Not Contemplate für zwei Oboen, zwei Klarinetten, zwei Fagotte, drei Hörner, Cello und Kontrabass, 2006
- Darkness and Remembrance für Sopran und Fagott, 2006
- Argument für Flöte, Oboe, Mandoline, Gitarre, Violine und Cello, 2007
- Solar, Saxophonquartett, 2007
- The Mask of Night für Sopran, Tenor, Bariton und Kammerorchester, 2007
- String Quartet No. 1, 2008
- Intrepid für Flöte, Bratsche und Harfe, 2008
- Sisters Face West für Violine und Cello, 2008
- Выздоровление (Recovery) für Sopran und Klavier, 2008
- Self-Portrait für Frauenchor a cappella, 2008
- Driscoll Alphabet für gemischten Chor a cappella, 2009
- Lightning and Evasive Ink für Bläserensemble, 2009
- Tuesday Evening Commute für Marimba, 2009
- Mantra für Choor und zwei Perkussionisten, 2009
- Cupid and Psyche für Orchester, 2009
- Sing to the Nebula für Flöte, Klarinette und Gitarre, 2010
- Consciousness is the Creature of Rhythm für Flöte, Klarinette, Fagott, Violine, Perkussion und Sprecher, 2010
- Out of Her Place für gemischten Chor a cappella, 2010
- Tectonic Voice für Bläserensemble, 2010
- In Which They Are Received für sechs Klarinetten, 2011
- Looking After für Orchester, 2011